# الرضي الاستراباذي
محمد بن الحسن الرضي الاستراباذي (؟ - 684هـ أو 686هـ)، هو نحويٌّ وعالم لغة من بلدة استراباذ في طبرستان، يُعدُّ الرضي من أشهر علماء النَّحو على مرِّ العصور، وكثيراً ما يُستَشَهد بآرائه، ونظراً لمكانته لُقِّبَ ب«نجم الأئمّة». من أشهر مؤلفاته «شرح كافية ابن الحاجب» في النَّحو و«شرح شافية ابن الحاجب» في التصريف.

## حياته
ولِدَ الرضي في استراباذ، وفيها نشأ وترعرع وعاش سنواته الأولى، وهي بلدة تقع في أعمال طبرستان، شمالي إيران اليوم، ثُمَّ هاجر بعد ذلك إلى المدينة المنوَّرة وظلَّ يتنقَّل بينها وبين بغداد. تذكر بعض المصادر أنَّ اسمه الكامل هو محمد بن الطاهر الحسين بن موسى بن محمد بن موسى بن إبراهيم بن موسى الكاظم بن جعفر الصادق. وعلى الرغم من المكانة العلمية التي حقَّقها الرضي فإنَّ الكثير من تفاصيل حياته مجهولة، فلم تُدوِّن كُتُب التراجم تاريخ مولده، ولا هويَّة شيوخه وأساتذته، ولا نعرف بالضبط عدد مؤلفاته، ولا نعلم تفاصيل كثيرة حوله، فهو لا يزال مجهولاً مقارنة مع غيره من كبار النحاة. وتتفق كثير من الروايات أنَّ الرضي كان مُتشيّعاً في مذهبه الديني، وتُنسَب إليه مواقف مُعادِية لعمر بن الخطاب. وتاريخ وفاته مختلف عليه، فبينما تذهب مصادر إلى أنَّه توفِّي في سنة 684هـ، تذهب مصادر أخرى إلى أنَّ وفاته كانت في 686هـ، ودُفِنَ في دارِه - التي اندثرت لاحقاً - في بغداد. ويذكر ابن الوردي في تاريخه ترجمةً للرضي تناقض كل ما سبق، فيقول أنَّ ولادته كانت في بغداد في سنة 359، وأنه تتلمذ على يد السيرافي المُتوَفِّي في 368، وأنَّ وفاته كانت في بغداد في سنة 406، ويُرَجَّح خطأ ما ذهب إليه ابن بري.
سلكَ الرضي مَسلَك البغداديين في الموازنة بين آراء نحاة البصرة والكوفة دون تعصُّب لأحدهما، وهذا ما جعل بعض المؤرِّخين يضمُّونه إلى نحاة المدرسة البغدادية المتأخِّرين، فهو كثيراً ما يذكر آراء نحاة البصرة والكوفة ثمَّ يختار لنفسه ما تستقيم عِلَّته، ويزيد على تعليل سابقيه بعلل جديدة من عنده، وهذا لا يمنعه في مواقف كثيرة أن ينفرد بآراء تخصُّه لم يسبقه لها أحد. انتهى الرضي من تأليف «شرح كافية ابن الحاجب» في 683هـ، ومات بعدها بسنين قليلة، وهذا الكتاب هو أشهر ما كتب على الإطلاق، وكانت مؤلفات ابن الحاجب هي المدخل الذي يعرض فيها الرضي آراءه الاستثنائيَّة في النَّحو، وقد مدحه السيوطي بقوله أنَّ الكتاب لا يشرح الكافية فحسب بل جميع كتب النَّحو قاطبة. وقد انتشر هذا الكتاب انتشاراً هائلاً، وأصبح يُدرَّس في كثيرٍ من المجالس، واعتمده معاصروه من العلماء اللغويين. غير أنَّه لم ينتشر في كامل الأقطار العربية، فلم يدخل الكتاب إلى مصر على سبيل المثال إلا بعد وفاة ابن هشام الأنصاري كما قال عمر بن إبراهيم البقاعي، وتوفِّي ابن هشام في 761، أي أنَّه دخل إلى مصر بعد قرن تقريباً من تأليفه، وظلَّ بين أيدي مجموعة بسيطة من العلماء. وقد كان شرحه للكافية، إلى جانب كتابه الآخر الذي يشرح فيه شافية ابن الحاجب في التصريف، سبباً في جعل الرضي إمام عصره بلا منازع، في النحو والصرف كلاهما، حتى لُقِّبَ نجم الأمَّة.

## مؤلفاته
- «شرح كافية ابن الحاجب» (مطبوع، كتاب في النحو).
- «شرح شافية ابن الحاجب» (مطبوع، كتاب في الصرف).
- حاشية على شرح تجريد العقائد الجديدة في علم الكلام.
- حاشية على شرح جلال الدين الدراني لتهذيب المنطق والكلام
- شرح القصائد السبع العلويات

## مدرسة نجم الائمة في النجف
وجه المرجع الديني الاعلى للطائفة الشيعية السيد علي السيستاني بتسمية إحدى المدارس الدينية المشيدة حديثاً في النجف باسم عالم من علماء القرن السابع الهجري تخليداً لذكراه، وذُكر في الموقع الرسمي للمرجع السيستاني ما يلي:" قد أنشأت هذه المدرسة (مدرسة نجم الائمة الدينية) في محلة العمارة من المدينة القديمة على شارع السور في ارض مساحتها تقرب من (1000) م2، وتبلغ مساحة البناء فيها حوالي (6000) م2 في ستة طوابق، وتشتمل على (120) غرفة لسكن الطلاب وعدد من القاعات للدرس ومكتبة كبيرة وسائر ما يحتاجه الطلاب، وقد تم انجازها و افتتاحها في يوم العشرين من جمادى الآخرة عام 1435 هـ في حفل بهيج حضره جمع كبير تضمن عدداً من أساتذة و فضلاء الحوزة العلمية. وقد أمر السيد أن تسمى هذه المدرسة باسم أحد أعلام النجف في القرن السابع الهجري وهو (نجم الأئمة الشيخ الرضي محمد بن الحسن الغروي الاسترابادي) شارح الكافية والشافية، اهتماماً منه بإحياء ذكر الأعلام المنسيين في الحوزة العلمية في النجف"